# Clause d'habitation bourgeoise
En droit, la clause d'habitation bourgeoise désigne une clause d'un règlement de copropriété permettant au locataire d'utiliser les locaux privatifs pour l'habitation personnelle mais aussi pour l'exercice d'activités professionnelles libérales, à la différence de la clause d'habitation bourgeoise exclusive qui elle interdit purement et simplement toute activité professionnelle ou commerciale.
Une telle clause s'oppose donc à la conclusion d'un bail commercial ou de nature commerciale.
Toutefois, il faut que la clause d'habitation bourgeoise exclusive soit claire sur le sujet sans quoi, elle sera requalifiée en clause d’habitation bourgeoise simple.